# Monumentul scriitorului Grigore Adam (Bălănești)
Monumentul scriitorului Grigore Adam este un monument amplasat în cimitirul satului Bălănești, raionul Nisporeni, Republica Moldova. Este un monument istoric de importanță națională inclus în Registrul monumentelor Republicii Moldova ocrotite de stat cu nr. 818 (raionul Nisporeni).